# Rådet
|  | Denne artikel er oprettet af botten Steenthbot ud fra en ekstern database. Den kan derfor have sproglige fejl eller mangler. Denne skabelon kan fjernes efter kontrol af indholdet. |

Rådet er en dansk oplysningsfilm fra 1982 instrueret af Claus Ørsted.